# Auckland Geddes
Auckland Campbell Geddes, 1. baron Geddes (21. června 1879 Londýn, Anglie – 8. června 1954 Londýn, Anglie) byl britský lékař, politik a diplomat. Původně sloužil v armádě, poté se věnoval medicíně. Za první světové války byl znovu aktivním vojákem, poté se angažoval jako politik a zastával několik funkcí ve státní správě. Mimo jiné byl ministrem obchodu (1919–1920) a poté britským velvyslancem v USA (1920–1924). V roce 1942 byl povýšen na barona a povolán do Sněmovny lordů.

## Životopis

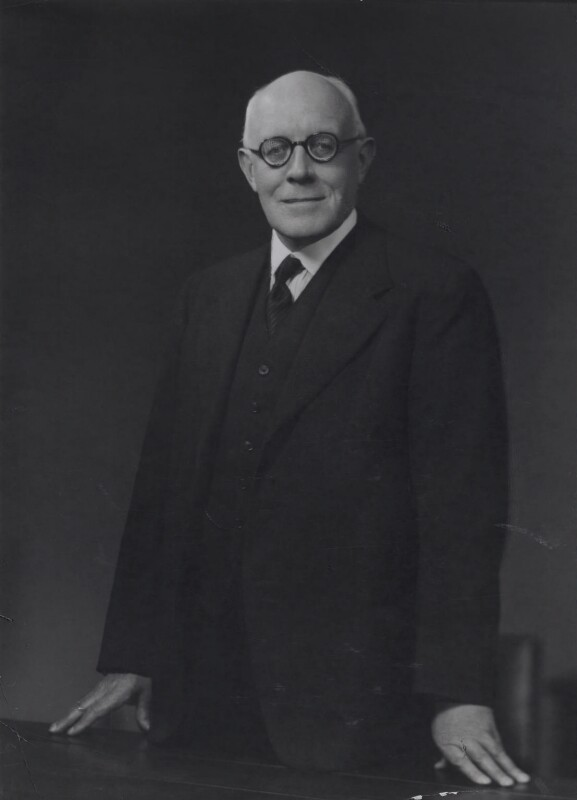
Fotografie z roku 1941 (Národní portrétní galerie v Londýně)

Pocházel z původně skotské rodiny, která se od 18. století prosazovala v podnikání a obchodě. Narodil se jako třetí syn Sira Aucklanda Campbella Geddese (1832–1908), který působil jako inženýr v Indii. Nejprve sloužil v armádě a zúčastnil se búrské války, dosáhl hodnosti poručíka a poté se vrátil do Skotska. Vystudoval medicínu na univerzitě v Edinburghu, kde poté vyučoval anatomii, později působil v Irsku a v letech 1913–1914 byl profesorem anatomie na McGillově univerzitě v kanadském Montrealu. V roce 1909 byl zvolen členem Královské společnosti v Edinburghu.
Za první světové války sloužil v hodnosti majora ve Francii, později byl v čestné hodnosti brigádního generála ředitelem vojenských odvodů na ministerstvu války (1916–1917). V roce 1917 byl zvolen do Dolní sněmovny za stranu Liberálních unionistů a vzápětí se stal členem koaliční vlády Davida Lloyd George. Byl ministrem národních služeb (1917–1918) a v roce 1917 zároveň jmenován členem Tajné rady. Poté byl prezidentem úřadu pro místní samosprávu (1918–1919), od ledna do prosince 1919 ministrem pro poválečnou obnovu a nakonec předsedou úřadu pro obchod (ministr obchodu, 1919–1920). V letech 1920–1924 byl britským velvyslancem v USA a v roce 1922 zároveň britským delegátem na mezinárodní konferenci ve Washingtonu, která měla omezit počet a velikost válečných lodí námořních velmocí. Po návratu do Británie se stal předsedou Královské komise pro ceny potravin (1924) a zastával ještě další čestné funkce. Do veřejného života se znovu zapojil za druhé světové války, kdy byl komisařem civilní obrany pro region jihovýchodní Anglie (1939–1944). V roce 1942 s titulem barona vstoupil do Sněmovny lordů. Za zásluhy byl nositelem Řádu lázně (1917) a velkokříže Řádu sv. Michala a sv. Jiří.

## Rodina
S manželkou Isabellou Ross (1879–1962) měl pět dětí. Všichni čtyři synové se aktivně zúčastnili druhé světové války, jediná dcera Margaret (1913–1997) se provdala za prince Ludvíka Hesenského (1908–1968), mladšího syna posledního hesenského velkovévody Arnošta Ludvíka. Současným představitelem rodu je Euan Geddes, 3. baron Geddes (* 1937), který byl místopředsedou Sněmovny lordů.
Jeho starší bratr Sir Eric Campbell Geddes (1875–1937) byl podnikatelem v železniční dopravě, za první světové války a krátce po ní se taktéž uplatnil v politice, byl ministrem námořnictva (1917–1919) a ministrem dopravy (1919–1921).